# Grace Rapp
Grace Rapp, née le 6 juillet 1995 à Hong Kong, est une footballeuse anglaise évoluant au poste de milieu de terrain au Stade de Reims.

## Biographie

### Carrière en club
Grace Rapp grandit à Singapour et y commence le football là-bas à l'International Soccer Academy. À 16 ans, elle rentre au pays de ses parents, l'Angleterre, et joue à Keynsham Town (en) puis à Yeovil Town. En 2014, elle part à Miami et intègre l'Université de Miami où elle conjugue des études dans le cinéma et le football aux Miami Hurricanes. Elle devient co-capitaine de cette équipe et dispute plus de 70 matchs.
En 2018, elle rejoint l'Islande et le club UMF Selfoss. Elle joue 26 matchs pour 8 buts inscrits et remporte la Coupe nationale en 2019. En septembre 2019, elle signe au Stade de Reims, en France,.

### Carrière internationale
Grace Rapp a fait partie de la sélection anglaise U19 où elle compte quatre sélections.

## Palmarès
UMF Selfoss
- Coupe d'Islande (1)
  - Vainqueur : 2019

## Statistiques
| Saison                | Club                  | Championnat           | Championnat | Championnat | Coupe(s) nationale(s) | Coupe(s) nationale(s) | Total | Total |
| Saison                | Club                  | Division              | M.          | B.          | M.                    | B.                    | M.    | B.    |
| 2018                  | UMF Selfoss           | Úrvalsdeild kvenna    | 7           | 1           |                       |                       | 7     | 1     |
| 2019                  | UMF Selfoss           | Úrvalsdeild kvenna    | 15          | 4           | 4                     | 3                     | 19    | 7     |
| Sous-total            | Sous-total            | Sous-total            | 22          | 5           | 4                     | 3                     | 26    | 8     |
| 2019-2020             | Stade de Reims        | Division 1            | 13          | 0           | 3                     | 0                     | 16    | 0     |
| Sous-total            | Sous-total            | Sous-total            | 13          | 0           | 3                     | 0                     | 16    | 0     |
| Total sur la carrière | Total sur la carrière | Total sur la carrière | 35          | 5           | 7                     | 3                     | 42    | 8     |